# Naissance en 1010
Naissance
- 1006
- 1007
- 1008
- 1009
- 1010
- 1011
- 1012
- 1013
- 1014

Cette page dresse une liste de personnalités nées au cours de l'année 1010 :
- Adalbéron III de Metz, évêque de Metz.
- Adalbéron de Wurtzbourg, évêque de Wurtzbourg.
- Akkadevi (en), princesse de la dynastie Chalukya.
- Annon II de Cologne, archevêque de Cologne.
- Ariald de Carimate,  saint chrétien, réformateur des mœurs du clergé milanais.
- Arlette de Falaise, concubine du duc de Normandie Robert le Magnifique.
- Artaud Ier de Pallars Sobirà, comte de Pallars Sobirà.
- Bennon de Meissen, saint de l'Église catholique, moine, puis évêque de Meissen.
- Eberhard (en), archevêque de Trier.
- Éléonore de Normandie, comtesse consort de Flandre.
- Eudes de Poitiers, duc de Gascogne en 1032, comte de Poitiers et duc d'Aquitaine.
- Eustache Ier de Boulogne, comte de Boulogne.
- García II de Castille, dernier comte souverain de Castille.
- Gebhard de Salzbourg (en), archevêque de Salzbourg.
- Gomes Echigues (en), chevalier de la Province d'Entre-Douro-e-Minho, seigneur de Felgueiras.
- Jean V de Gaète, consul et duc de Gaète.
- Koorathazhwan (en), disciple de Ramanuja.
- Levente de Hongrie, membre de la maison Árpád, arrière petit-fils de Taksony, grand-prince des Hongrois.
- Michel IV, empereur byzantin.
- Alī ibn Ahmad al-Nasawī (en), mathématicien perse.
- Otloh de Saint-Emmeram, moine bénédictin de l'abbaye Saint-Emmeran de Ratisbonne.
- Siegfried I (en), comte de Sponheim.
- Song Renzong, quatrième empereur de la dynastie Song, en Chine.
- Thimo Ier de Wettin, seigneur de Kistritz et comte de Wettin.
- Tunka Manin, roi de l'empire du Ghana.
- Werner Ier de Habsbourg, également appelé Werner II dit le Pieux, comte de Habsbourg et de Klettgau.

date incertaine  (vers 1010)
- Jia Xian (mort vers 1070), mathématicien chinois.

## Crédit d'auteurs
- Cet article est partiellement ou en totalité issu de l'article intitulé « 1010 » (voir la liste des auteurs).